# 阿夫拉姆·扬库广场 (克卢日-纳波卡)
阿夫拉姆·扬库广场得名于罗马尼亚特兰西瓦尼亚律师、革命者阿夫拉姆·扬库，是罗马尼亚城市克卢日-纳波卡市中心的一个广场。它通过英雄大道（Eroilor）和1989年12月21日大道可通联盟广场（Piaţa Unirii），通过库扎大公街可通勇敢者米哈伊广场。广场上最突出的建筑是圣母长眠主教座堂，其他建筑还有瓦格纳·久洛的折衷主义风格的司法宫和卢西安·布拉加国家剧院。

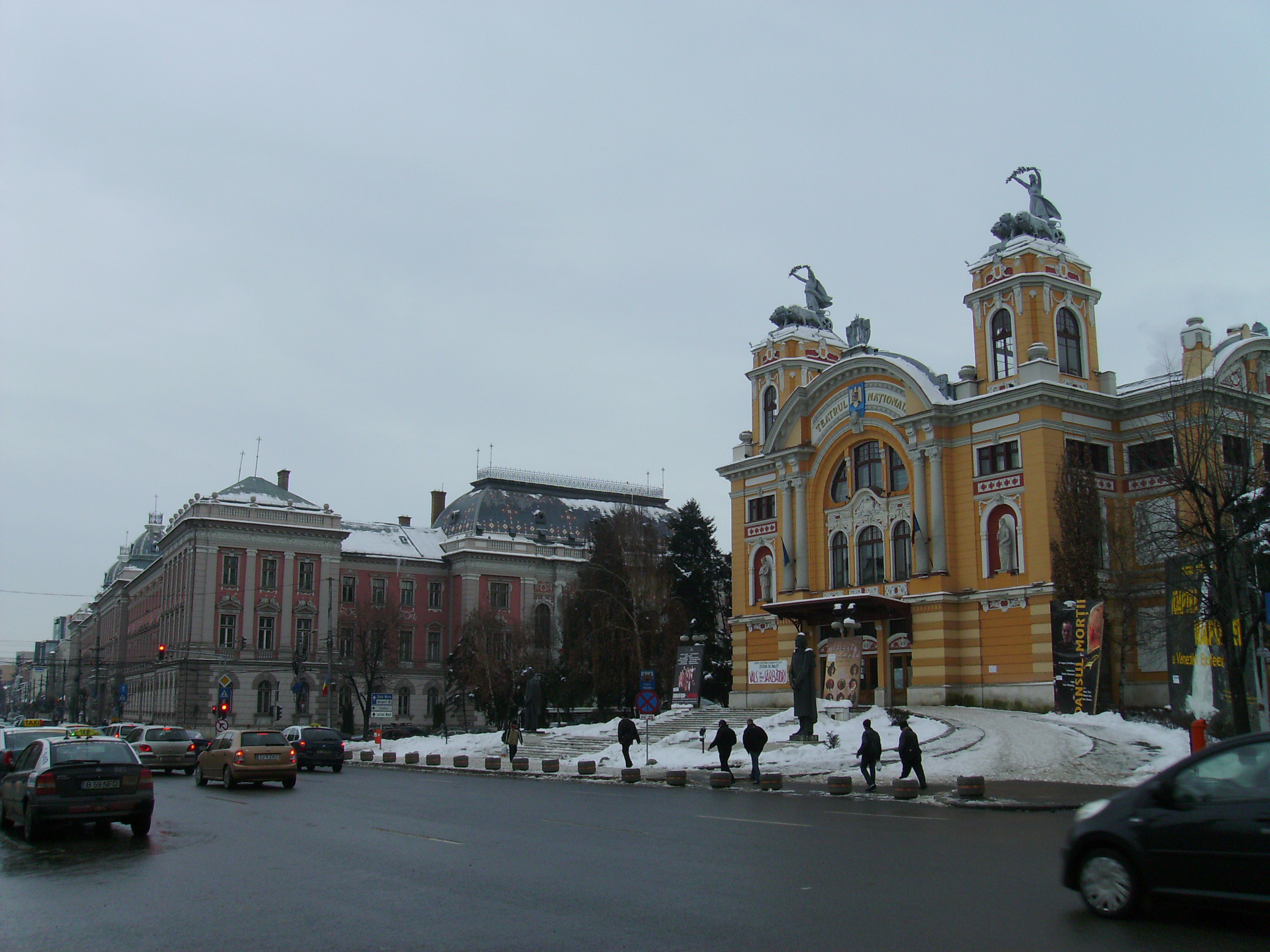
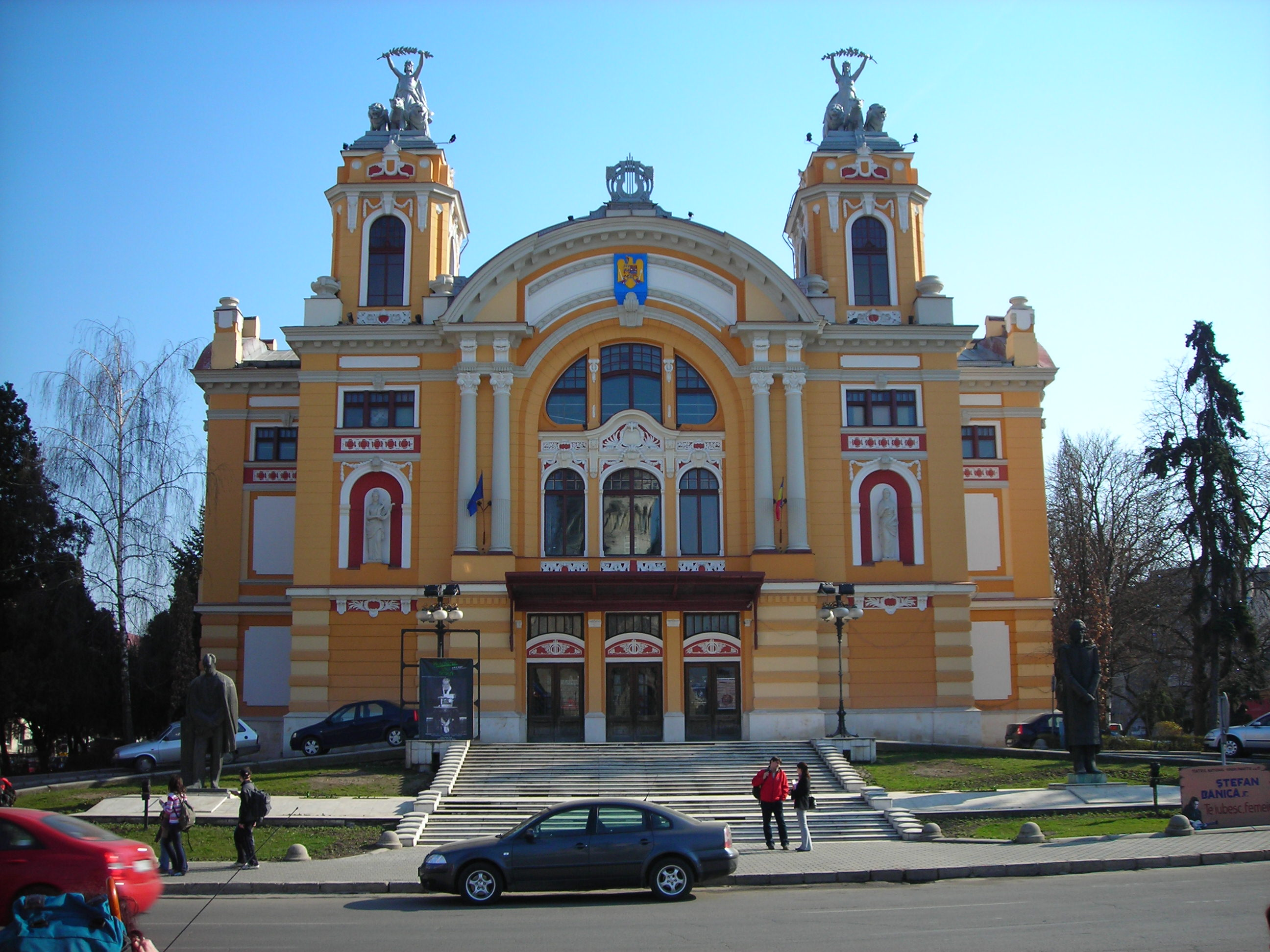
卢西安·布拉加国家剧院
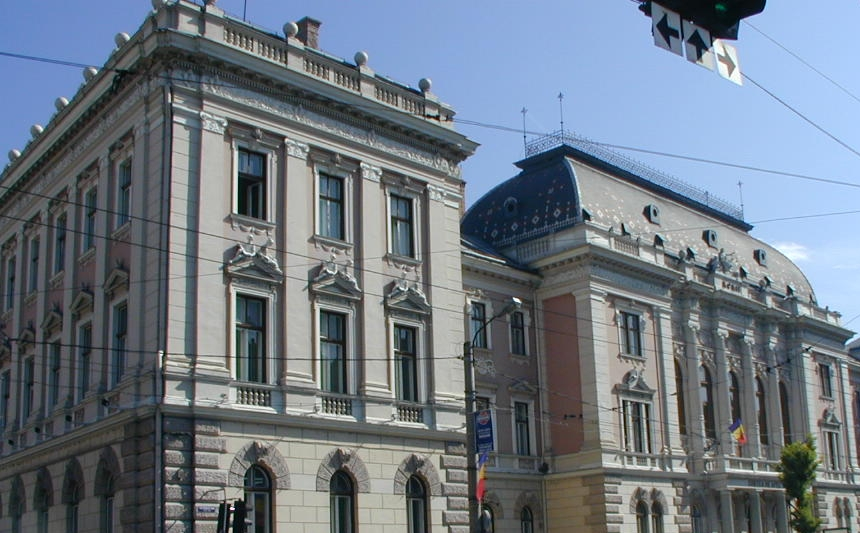
司法宫

46°46′18″N 23°35′47″E / 46.77171°N 23.59630°E